# جيسون واتيلي
جيسون واتيلي (بالإنجليزية: Jason Whateley) (مواليد 18 نوفمبر 1990) هو ملاكم أسترالي، مثّل بلاده في الألعاب الأولمبية الصيفية 2016.

## روابط خارجية
جيسون واتيلي على موقع بوكس ريك (الإنجليزية) (registration required)
- جيسون واتيلي على موقع اللجنة الأولمبية الدولية (الإنجليزية)
- جيسون واتيلي على موقع أوليمبيديا (الإنجليزية)
- جيسون واتيلي على موقع اللجنة الأولمبية الأسترالية (الإنجليزية)